# アプガー指数

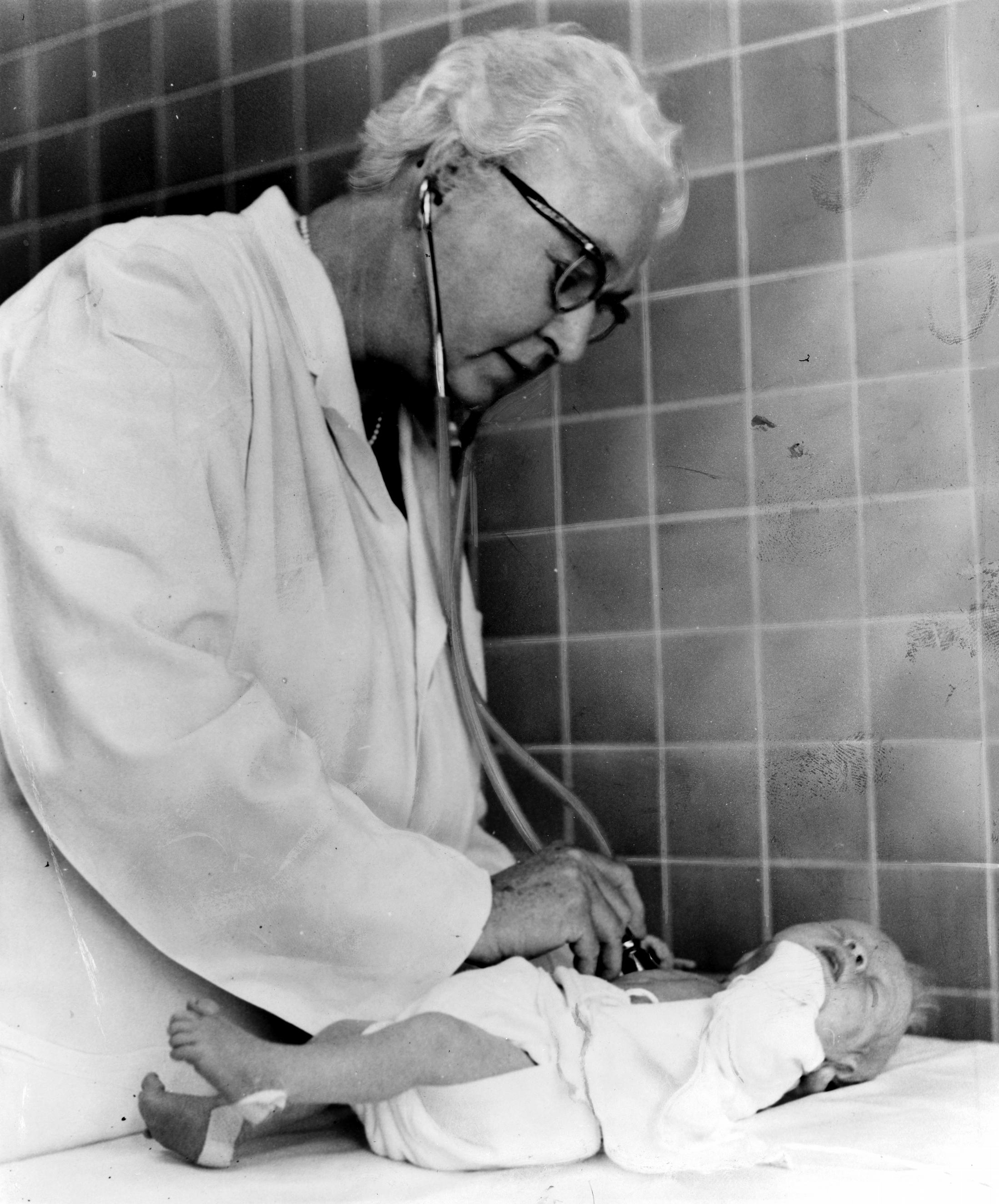
ヴァージニア・アプガー

アプガー指数（ - しすう、Apgar score）、またはアプガーテスト、アプガースコアとは、出産直後の新生児の健康状態を表す指数、および判定方法。
1952年に、アメリカ合衆国医学者ヴァージニア・アプガーが導入した評価方法である。日本では、昭和30年代後半（1960年代）から広く用いられるようになった。

## 評価手法
発案者の名前になぞらえた、以下の5つの評価基準について0点から2点の3段階で点数付けをし、合計点で判定する。
- Appearance - 皮膚の色
- Pulse - 心拍数
- Grimace - 刺激に対する反応
- Activity - 活動性
- Respiration - 呼吸

|          | 0点                     | 1点                                                    | 2点                                 |
| -------- | ----------------------- | ------------------------------------------------------ | ----------------------------------- |
| 皮膚の色 | 全身が蒼白 全身が青紫色 | 身体が淡紅色 四肢にチアノーゼがみられる 先端チアノーゼ | 全身が淡紅色 チアノーゼがみられない |
| 心拍数   | 0/min                   | 100/min未満                                            | 100/min以上                         |
| 反応性   | 反応しない              | 顔をしかめる 弱く泣き出す                              | 強く泣く くしゃみやセキがでる       |
| 活動性   | 弛緩している            | 少しだけ四肢を動かす                                   | 活発に四肢を動かす                  |
| 呼吸     | 呼吸しない              | 弱い、または、不定期                                   | 強く呼吸する                        |

生後1分と5分に、上記の5項目について評価を行い、その合計点によって下記のように判定する。5分値が7点未満の場合には、7点以上になるまで5分ごとに20分まで記録するのが望ましい。
- 0-3点 - 第2度仮死（重症新生児仮死）
- 4-6点 - 第1度仮死（軽度新生児仮死）
- 7点以上 - 正常

ヴァージニア・アプガーによる当初の報告では、下記のように分類されていた。
- 0-2点 - poor condition
- 3-7点 - fair condition
- 8-10点 - good condition

現在の新生児蘇生法では遅延なき有効な人工呼吸の重要性が強調されており、アプガースコアの評価を待つことなく蘇生を開始する。
具体的には、初期処置を行った後も「自発呼吸なし」または「心拍数 100/分未満」の児に対し、出生後60秒以内にバッグ・ マスク換気による人工呼吸を開始する。
アプガースコア1分値が低くても予後とは関連しない。
アプガースコア5分値が低いことが神経学的予後と関連することが報告されているが、個々の症例の神経学的予後の指標にはならない。

## 評価
アメリカ合衆国テキサス州ダラスのテキサス・サウスウエスタン大学医療センターでは、ダラス市のパークランド病院で1988年1月から1998年12月の期間に妊娠26週以降に産まれた新生児145627人のデータを集め解析することで、アプガー指数の適切性の検証を行っている。
その結果、早産児と満期産児両方でアプガー指数が増加するにつれて生存率が増加することが明らかになった。
例えば、13399人の早産児の新生児死亡率はアプガー指数が3点以下で1000人中、315人であったが、これに対してアプガー指数が7点以上の早産児の新生児死亡率は1000人中5人であった。
また、非常に低いアプガー指数は新生児が死亡した時間と関係があることが同じく発見された。非常に低いアプガー指数を示した新生児は出生24時間以内に死亡していた。
以上から、アプガー指数は、今日でも適切なものであるという結論を下している。

### 早産児への適用
早産児を在胎週数で層別化（22-24週、25-27週、28-31週、32-34週、35-36週）して解析した研究で、在胎期間によらずアプガースコア5分値および10分値が新生児死亡と関連したことが報告された。
在胎24-28週で出生した早産児を対象とした研究で、アプガースコア5分値が退院前死亡率と関連したが、重度の神経学的障害 severe neurological injury とは関連しなかったことが報告された。

## 活用例
新生児低酸素性虚血性脳症における低体温療法の適応のうち、重度の全身低酸素負荷の指標である基準Aの一つに、「出生後10分におけるアプガースコアが5点以下」という項目がある。

## Expanded Apgar Score
アプガースコアでの評価内容は、その時点で行われている蘇生手技によって影響を受ける。このため、アプガースコアを評価する各時点において実行された酸素投与、陽圧換気または経鼻的持続陽圧呼吸 (nasal-CPAP)、気管挿管、胸骨圧迫といった追加の蘇生手技についても合わせて記録する方法が用いられる。これを一般に expanded Apgar score と呼び、アメリカ小児科学会ではその記録が推奨されている。